# Terekī
Terekī (persiska: تِركی, بَزَرگان, تركی) är en ort i Iran.   Den ligger i provinsen Chahar Mahal och Bakhtiari, i den centrala delen av landet, 400 km söder om huvudstaden Teheran. Terekī ligger 1 731 meter över havet och antalet invånare är 142.
Terrängen runt Terekī är kuperad västerut, men österut är den bergig. Runt Terekī är det ganska glesbefolkat, med 42 invånare per kvadratkilometer. Närmaste större samhälle är Arteh, 17,5 km söder om Terekī. Omgivningarna runt Terekī är i huvudsak ett öppet busklandskap.